# Lungkogel
Der Lungkogel ist ein 2327 m ü. A. hoher Berg in der Goldberggruppe der Zentralalpen im österreichischen Bundesland Salzburg.

## Lage und Umgebung
Der Lungkogel befindet sich in der Katastralgemeinde Vorderschneeberg der Marktgemeinde Bad Hofgastein. Zu den Bergen in der Umgebung zählen die 2577 m ü. A. hohe Türchlwand im Nordwesten und die 2118 m ü. A. hohe Hirschkarspitze im Nordosten. Die Rotte Nesslach liegt an den südöstlichen Ausläufern des Lungkogels. Sie gehört wie die Hamburger Skihütte an den östlichen Hängen, die Einzelhöfe Hochberg und Lackenbauer an den östlichen Ausläufern und der Einzelhof Riesergut an den südöstlichen Hängen zur Ortschaft Anger. Almen am Lungkogel sind die Schlossalm im Osten, die Schockgüter im Südosten und die Rockfeldalm im Süden.
Über die südlichen und östlichen Hänge führt der Weitwanderweg Salzburger Almenweg. Zwischen der Rockfeldalm und der Türchlwand verläuft der Hermann-Kreilinger-Steig. Dieser ist nach dem Gendarmen und Obmann der Sektion Bad Hofgastein des Österreichischen Alpenvereins Hermann Kreilinger benannt. An den östlichen Hängen des Lungkogels gibt es mehrere Schipisten.

## Geologie
Der Gipfelbereich des Lungkogels ist von Marmor, Phyllit und Glimmerschiefer geprägt. Daran schließt im Nordosten und Südwesten klastisches Sediment an.

## Fauna und Flora
Die Gamswild-Ruhezonen Lungkogel an den südlichen Hängen und Rockfeldalm an den westlichen Hängen dürfen von 1. Dezember bis 31. Mai nicht betreten werden. Rund um den Gipfel findet sich abschnittsweise staudenreicher Hochgebirgsrasen. An den südlichen Hängen gibt es mehrere kleinere Fichtenwälder.